# 籽鹬科
籽鹬科（学名：Thinocoridae）为鸻形目的一科，现仅存2属4种，为南美洲的特有种。体型比麻雀大，但比鹬小。喙短小尖锐，腿短。生活在草原和半荒漠地带，以植物的种子为食。

## 下属物种
- Attagis
  - 棕腹籽鹬 （Attagis gayi）
  - 白腹籽鹬 （Attagis malouinus）
- Thinocorus
  - 灰胸籽鹬 （Thinocorus orbignyanus）
  - 小籽鹬 （Thinocorus rumicivorus）